# Behrang Safari
Behrang Safari - nascido em Tehran, no Irão, em 9 de fevereiro de 1985 - é um futebolista sueco que joga como médio.
Defendeu as cores do RSC Anderlecht, Bélgica., agora atua no FC Basel.

## Seleção
Está na seleção sueca desde 2008.